# サー・ガラハッド (ワッツ)
『サー・ガラハッド』あるいは『ガラハッド卿』（英: Sir Galahad）は、イギリスの画家ジョージ・フレデリック・ワッツが1860年から1862年に制作した絵画である。油彩。主題はアーサー王伝説および聖杯伝説に登場する円卓の騎士ガラハッドから取られている。現在はマサチューセッツ州ケンブリッジのハーバード大学付属のフォッグ美術館に所蔵されている。

## 主題
ガラハッドは、ペレス王の王女エレインと、魔女ブリーセンの魔法によってエレインを王妃グィネヴィアと思い込んだ円卓の騎士ランスロットとの間に生まれた騎士である。ペレス王はガラハッドが誕生する前から聖杯の探求とその発見を予見しており、優れた騎士に成長したガラハッドは父ランスロットが果たせなかった聖杯探索を成功させたと語られている。

## 作品
騎士ガラハッドは森の中で1人で佇んでいる。兜を脱いだガラハッドは、岩の上に乗せた左足の太股の上で手を組み、静かに前方を見つめている。彼の視線の先にあるものは鑑賞者には見ることができない。しかしそれが神聖なものであることは、ガラハッドの見つめる方向に輝く何かがあり、その光がガラハッドの顔や鎧を照らしていることから分かる。ガラハッドと聖杯探索の旅をともにした彼の愛馬もまた神聖なるものに相対するかのように、うやうやしげに頭を下げている。
絵画の奥行きが浅く、植物が緻密に描写されている点は、ラファエル前派の強い影響を示している。
ワッツが本作品を制作するきっかけとなったのは、年下の画家エドワード・バーン＝ジョーンズであったと考えられている。バーン＝ジョーンズはワッツよりも数年早い1858年に、ペン画『サー・ガラハッド』を制作している。また当時ワッツが寄宿していたケンジントンのプリンセプ家の邸宅リトル・ホランド・ハウスを訪れている。
イメージの源泉としては、アルフレッド・テニスンが1842年に発表した詩「サー・ガラハッド｣の可能性が指摘されている。
ワッツはガラハッドの頭部を描くにあたり、プリンセプ家の末の息子アーサー・プリンセプをモデルとした。当時、アーサーは10代半ばで、美しい巻き毛を持つ少年であった。ワッツはガラハッドの信仰心を強化するために馬を象徴的に用いているが、この点について画家の妻メアリー（Mary Watts）は、ワッツの馬と乗馬への愛を反映していると述べている。最近になって、美術史家のアレン・ステイリー（Allen Staley）は、動物に感情を与えて描写した画家エドウィン・ランドシーアがワッツの初期作品に重要な影響を与えたと指摘している。

## 影響

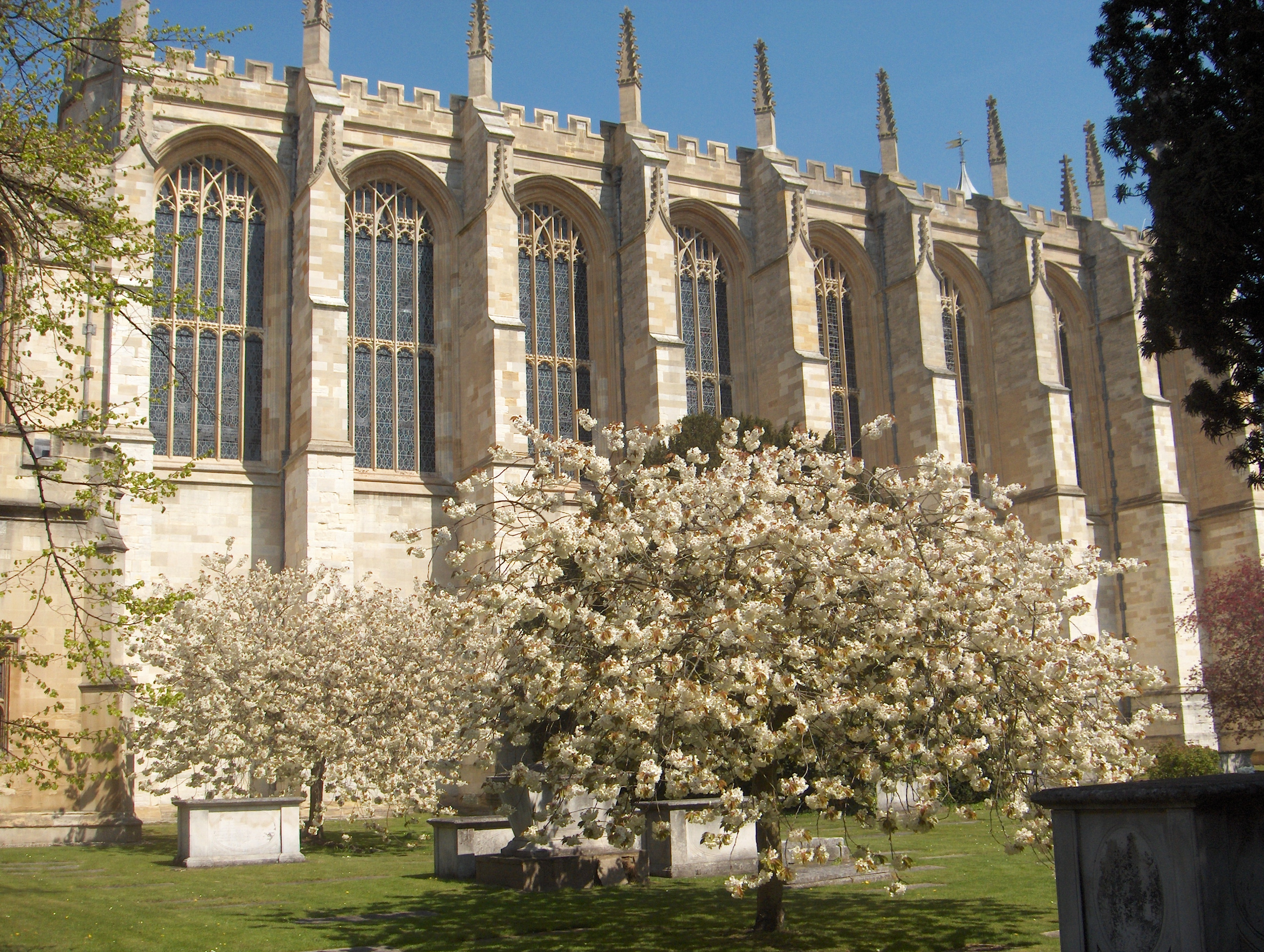
本作品の複製が掲げられたイートン・カレッジ礼拝堂。

ヴィクトリア朝時代のイギリスでは中世に対する憧憬が高まっていた。特にアーサー王伝説や聖ゲオルギウスなど中世の伝説に登場する騎士、中でもガラハッドはジェントルマンの規範を具体的に示す存在と考えられ、青少年の教育にその図像が用いられた。

ワッツは1881年11月から1882年4月まで催されたグローヴナー・ギャラリーの冬の展覧会で自身の作品を展示した際に、パブリック・スクールとして名高いイートン・カレッジから本作品の複製を強く求められた。1897年、ワッツは新たに制作された『サー・ガラハッド』をイートン・カレッジの礼拝堂に寄贈したが、その際に次のような手紙を送っている。

私はいくつかの点から、芸術はもっとも有益な教育の手助けとなりうるし、政治家や軍人や思想的指導者たちが最初の影響を受ける場所である名門校以上に、イギリスの若者たちの性格形成に役立つ教訓を必要としている場所はないと思っています。

## 来歴

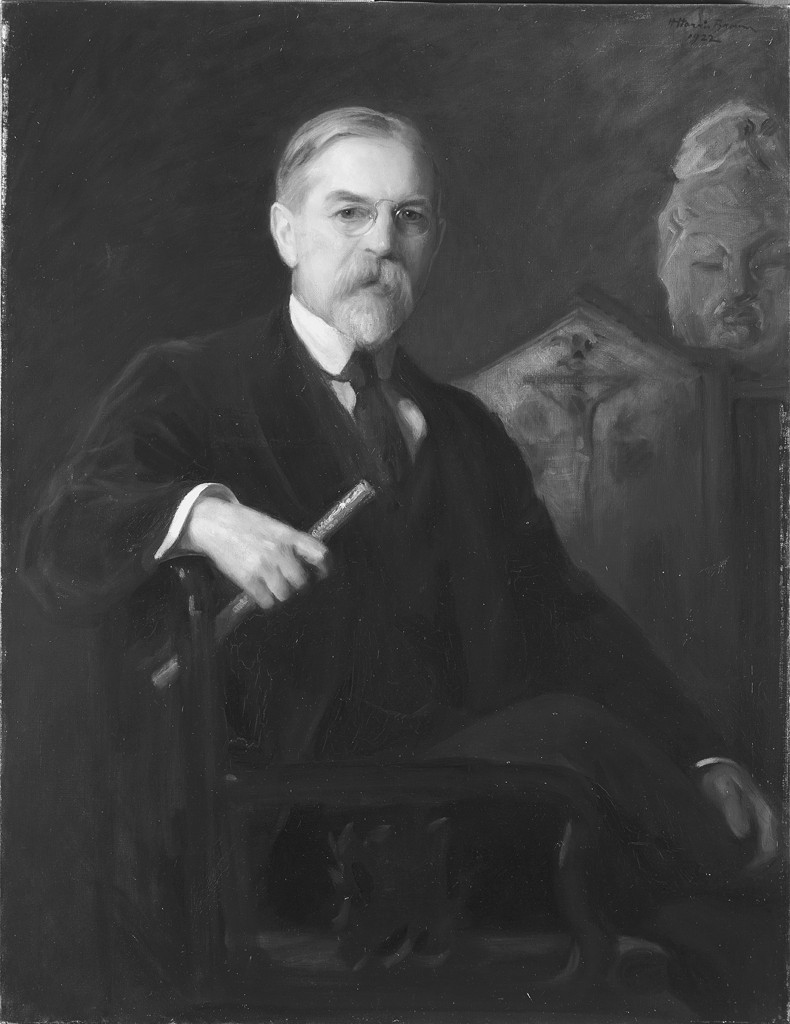
本作品を所有したグレンヴィル・L・ウィンスロップ。ラファエル前派のコレクターとして知られる。

絵画は1873年にユースタス・スミス（Eustace Smith）によって購入された。1887年には後に初代ファーリンドン男爵となるアレクサンダー・ヘンダーソンが購入。1934年、ロンドンのギャラリーのファイン・アート・ソサイエティがサザビーズを通じて絵画を購入すると、美術コレクターのグレンヴィル・L・ウィンスロップは、その年のうちにマーティン・バーンバウム（Martin Birnbaum）とフロスト&リード（Frost & Reed）を通じて絵画を購入した。1943年のウィンスロップの死後、絵画は多くのコレクションとともにフォッグ美術館に遺贈された。

## 他のバージョン
『サー・ガラハッド』は最も有名なウィンスロップ版の他にも、いくつかのバージョンが知られている。最初のバージョンは小さなサイズの作品で、1862年にロイヤル・アカデミーで展示された（個人蔵）。その後、同年により大きなウィンスロップ版を制作し、1897年に第3のイートン版を制作した。この他に、1903年に抽象的な表現で制作された異なるバージョンが知られている。